# Federální univerzita v Rio de Janeiro
Universidade Federal do Rio de Janeiro, česky Federální univerzita v Rio de Janeiro, někdy zvaná též Brazilská univerzita, je veřejná vysoká škola ve státě Rio de Janeiro v Brazílii. Jde o jedno z největších brazilských center excelence.

## Historie
V roce 2015 se v žebříčku QS World University Rankings umístila třetí z brazilských univerzit a devátá z univerzit v Latinské Americe. Výuka probíhá nepřetržitě od roku 1792, kdy byla založena škola pod názvem Královská akademie artilerie, fortifikace a designu, ovšem jakožto univerzita oficiálně vznikla až roku 1920, dekretem prezidenta Epitácio Pessoi. Univerzita krom výuky spravuje sedm muzeí (zejména Národní muzeum), devět nemocnic, stovky laboratoří a výzkumných zařízení a 43 knihoven. Univerzita se nachází převážně ve městě Rio de Janeiro, hlavními areály jsou Praia Vermelha a novější Cidade Universitária, ve kterém sídlí Parque Tecnológico do Rio, tzv. výzkumný cluster. V Rio de Janeiro je také několik dislokovaných školních areálů: hudební škola, právnická vysoká škola, Ústav filozofie a sociálních věd a Institut dějin. Některé součásti školy jsou i mimo Rio, ve městě Macaé se nachází výzkumné a učební středisko zaměřené na otázky životního prostředí a ropy, ve městě Duque de Caxias bylo zřízeno centrum pokročilých studií Pólo Avançado de Xerém, zaměřené zejména na biotechnologie a nanotechnologie. Ke známým absolventům univerzity patří architekt Oscar Niemeyer či spisovatelé Clarice Lispectorová, Jorge Amado a Vinicius de Moraes.